# Predilnica Litija
Predilnica Litija je industrijsko podjetje iz Litije, v začetku bombažna predilnica, ki obstaja že od leta 1886. Spada med najstarejše tekstilne obrate v Sloveniji, k čemur je verjetno največ pripomogla tudi železnica. Prav tako so k razvoju industrije pripomogli bližina trboveljskega in zagorskega rjavega premoga, v okolici pa je bilo tudi dovolj poceni delovne sile.
Prvi, ki je dobil obrtno dovoljenje za opravljanje predilniške in tekstilne proizvodnje, je bil leta 1880 tehnik Julius Schwarz iz Trsta. Tri leta kasneje se mu je pridružil družabnik Evgen Zublin iz Manchestera, leta 1886 pa sta še z nekaterimi drugimi družbeniki ustanovila družbo z imenom Baumwollspinnerei und Weberei Schwarz, Zublin & Coie, Littai (Littai je nemško ime za Litijo). Istega leta so izdelali še načrte za tovarno, kakršna stoji še danes, zato se to leto šteje kot ustanovitveno leto predilnice.
Leta 1892 je predilnica zaposlovala 145, leta 1904 pa 400 delavcev. V želji po čimvečjem dobičku so lastniki uveljavljali 12 urni delavnik, prav tako pa zaposlovali otroke med 12. in 14. letom, čeprav je bilo to dovoljeno le izjemoma. Pri tem so pomagali tudi starši, saj je zaslužek družinam prav prišel. 1907. je prišlo do prve stavke, ki se za delavce ni končala uspešno. Predilnica je leta 1909 prišla v last tržaških družin Brunner in Kuffler in nato v firmo Ritter, Rittmayer, ki je tkalnico sicer prenesla v Gorico, osnovno dejavnost pa še naprej posodabljala. Do leta 1916 je družina Mautner pokupila večino tekstilnih podetij v cesarstvu, med njimi tudi tovarno v Litiji. Leta 1923 se je tovarna, skupaj s tkalnico v Preboldu, preimenovala v Jugoslovanske tekstilne tvornice Mautner. Ker lokalne konkurence skoraj ni bilo, država pa je z ugodnostmi spodbujala razvoj tekstilne industrije, je podjetje do leta 1940 odlično poslovalo; tega leta pa so ga zaradi bližajoče se vojne prizadele težave pri dobavi bombaža.
Med drugo svetovno vojno so tovarno zasedli Nemci in proizvodnja je postopoma do leta 1944 ugasnila. Ponovno je pričela delovati po letu 1945, 1950. pa so jo v samoupravljanje prevzeli delavci.
Kot edina tovarna v okolici je Predilnica narekovala tudi siceršnji razvoj kraja. Za delavce in uradnike so gradili delavske hiše, bloke in vile, 1930. so ustanovili prvi vrtec.
Med obema vojnama (1928?) so v dvorani Na Stavbah začeli organizirati tudi letni elitni ples, špinerbal (nemško spinnen: presti, in Ball, ples). Pod imenom "Ples predilcev" so ga oživili leta 1947, po letu 1970 pa je njegova elitnost izginjala.
Podjetje kljub upadanju tekstilne dejavnosti v Sloveniji ohranja poslovanje. Leta 2007 je prejelo nagrado za energetsko učinkovito podjetje.  Predilnica, nekdaj odvisna od proizvodnje bombažne in sintetične preje, je danes uveljavljena kot proizvajalec specialnih prej iz mešanic naravnih in umetnih vlaken.
Po podatkih iz leta 2014 podjetje zaposluje okoli 170 delavcev.